# 43è Festival Internacional de Cinema de Moscou
El 43è Festival Internacional de Cinema de Moscou es va celebrar entre el 22 i el 29 d'abril de 2021. El Gran Premi recau en la pel·lícula romanesa #dogpoopgirl d'Andrei Huțuleac, el premi especial del jurat a la pel·lícula alemanya Blutsauger  de Julian Radlmaier i el premi al millor director a Aleksei Fedortxenko per Posledniaia «Milaia Bolgaria».

## Jurat
- Brillante Mendoza (president del jurat), director
- Miloš Biković, actor
- Karim Aïnouz, director
- Iuri Poteenko, compositor
- Niguina Saifullaeva, directora

## Selecció

### En competició internacional
- Un destello interior d'Andrés Eduardo Rodríguez i Luis Alejandro Rodríguez
- Corazón azul de Miguel Coyula
- Onna-tachi de Nobuteru Uchida
- Café by the Highway (Huāngyě kāfēi guān) de Shi Xiaofan
- Bloodsuckers – A Marxist Vampire Comedy (Blutsauger) de Julian Radlmaier
- Him (Han) de Guro Bruusgaard
- Posledniaia «Milaia Bolgaria» (Последняя «Милая Болгария») d'Aleksei Fedortxenko
- Gli indifferenti de Leonardo Guerra Seràgnoli
- Plavi cvijet de Zrinko Ogresta
- Joyful Mystery de Don Palathara
- The Son (Pesar) de Noushin Meraji
- Man of God (ο άνθρωπος του θεού) de Yelena Popovic
- El ventre del mar d'Agustí Villaronga
- #dogpoopgirl d'Andrei Hutuleac

### Pel·lícula d'apertura
- V2. Escape From Hell (Девятаев) de Timur Bekmambetov

### Pel·lícula de clausura
- Le Café de mes souvenirs de Valto Baltzar

## Palmarès

### Competició internacional
- Gran Premi : #dogpoopgirl d'Andrei Hutuleac
- Premi especial del jurat : Bloodsuckers – A Marxist Vampire Comedy de Julian Radlmaier
- Premi al millor director : Aleksei Fedortxenko per Posledniaia «Milaia Bolgaria»
- Premi al a millor actriu : Andreea Grămoșteanu per #dogpoopgirl
- Premi al millor actor : Soheil Ghanadan per The Son
- Premi de la Crítica Russa: El ventre del mar d'Agustí Villaronga[3]

### Premi especial
- Premi Stanislavski: Serguei Nikonenko